# والكينغ تال
والكينغ تال (بالإنجليزية: Walking Tall)‏ هو فيلم أكشن أمريكي صور سنة 2004 من بطولة دوين جونسون وجوني نوكسفيل.

## القصة
تدور أحداث الفيلم حول أحد العسكريين الذين يتقاعدوا عن العمل ويعودوا إلى بلدتهم بعد عناء الحرب، ثم يقرر العودة للعمل الذي كان يتمناه منذ كان طفلًا، لكنه عقب عودته يجد بلدته قد امتلأت بالعنف والمخدرات بعد إغلاق مصنع الأخشاب الذي اعتمدت عليه البلدة كثيرًا كأكبر مورد مالي لها.

## الميزانية والإيرادات
كلف الفيلم 46 مليون دولار وحقق أرباح تقدر بـ 57.2 مليون دولار.

## روابط خارجية
- والكينغ تال على موقع IMDb (الإنجليزية)
- والكينغ تال على موقع ميتاكريتيك (الإنجليزية)
- والكينغ تال على موقع روتن توميتوز (الإنجليزية)
- والكينغ تال على موقع نتفليكس (الإنجليزية)
- والكينغ تال على موقع قاعدة بيانات الأفلام العربية
- والكينغ تال على موقع ألو سيني (الفرنسية)
- والكينغ تال على موقع Turner Classic Movies (الإنجليزية)
- والكينغ تال على موقع أول موفي (الإنجليزية)
- والكينغ تال على موقع بوكس أوفيس موجو (الإنجليزية)
- والكينغ تال على موقع فيلمافينيتي (الإسبانية)